# 1. BFK Frýdlant nad Ostravicí
1. BFK Frýdlant nad Ostravicí je český fotbalový klub z moravsko-slezského pomezí z Frýdlantu nad Ostravicí, hrající od sezony 2022/23 Moravskoslezskou ligu, jednu ze skupin 3. nejvyšší fotbalové ligy v Česku. Klub byl založen v roce 1931 pod názvem Sportovní sdružení Frýdlant.
Vyrůstal zde Petr Faldyna, který je rekordmanem druhé nejvyšší soutěže (od 1993/94 včetně) jak v počtu vstřelených branek (95), tak prvenství v tabulce nejlepších střelců ročníku (3).

## Historie
1. Beskydský Fotbalový Klub má ve Frýdlantě dlouholetou tradici. Počátky tohoto klubu sahají, díky pár sportovním nadšencům, pod záštitou SK Frýdlant, až do roku 1921. Ve své bohaté sportovní historii šířil místní fotbalový klub své dobré jméno po celém kraji. V roce 1953 postoupilo A mužstvo do krajského přeboru, což byla v té době třetí nejvyšší soutěž v Československu. V roce 1991 se oddíl kopané dočkal historického úspěchu, když A družstvo mužů pod hlavičkou TJ Ferrum postoupilo do divize. V roce 1994 však závod Ferrum končí se sponzorováním sportu a klub prožívá složité období. Tým mužů padá až do I.A třídy a začíná od začátku. V roce 2006 bylo založeno občanské sdružení 1. BFK Frýdlant n.O. a v květnu 2012 se pak 1. BFK Frýdlant n. O. dočkal největšího úspěchu v dějinách klubu, když z Mistrovství Evropy neprofesionálních týmů v Rakousku dovezl stříbrné medaile a stal se tak vicemistrem Evropy neprofesionálních týmů Mountain Village European Championship.
Historické názvy:
- 1931 – Sportovní sdružení Frýdlant
- SK Frýdlant nad Ostravicí (Sportovní klub Frýdlant nad Ostravicí)
- 1949 – Sokol Frýdlant nad Ostravicí
- 1953 – DSO Spartak Frýdlant nad Ostravicí (Dobrovolná sportovní organisace Frýdlant nad Ostravicí)
- TJ Ostroj Frýdlant nad Ostravicí (Tělovýchovná jednota Ostroj Frýdlant nad Ostravicí)
- TJ Frýdlant nad Ostravicí (Tělovýchovná jednota Frýdlant nad Ostravicí)
- 1991 – TJ Ferrum Frýdlant nad Ostravicí (Tělovýchovná jednota Ferrum Frýdlant nad Ostravicí)
- 1994 – TJ Frýdlant nad Ostravicí (Tělovýchovná jednota Frýdlant nad Ostravicí)
- 2006 – 1. BFK Frýdlant nad Ostravicí (1. beskydský fotbalový klub Frýdlant nad Ostravicí)

## Soupiska
Aktuální k datu: 24. června 2015
| Číslo |        | Pozice | Hráč           |
| ----- | ------ | ------ | -------------- |
| 1     | Česko  | B      | Zdeněk Jež     |
| 22    | Česko  | B      | Dominik Hill   |
|       | Česko  | O      | Ondřej Junga   |
| 4     | Kosovo | O      | Ilir Preči     |
|       | Česko  | O      | Michal Střižík |
| 23    | Česko  | Z      | Michal Chlebek |
| 7     | Česko  | Z      | Šimon Křiva    |
|       | Česko  | Z      | Tomáš Kubáň    |
| 11    | Česko  | Z      | Martin Šigut   |

| Číslo |       | Pozice | Hráč           |
| ----- | ----- | ------ | -------------- |
| 7     | Česko | Z      | Pavel Tobiáš   |
|       | Česko | Z      | Jakub Ursíni   |
| 9     | Česko | Z      | Tomáš Žáček    |
|       | Česko | Z      | Adam Šigut     |
| 5     | Česko | Ú      | Jan Mandičák   |
|       | Česko | Ú      | Lukáš Myšinský |
|       | Česko |        | Ondřej Byrtus  |
|       | Česko |        | Lukáš Papřok   |
|       | Česko |        | Jiří Prokeš    |

## Umístění v jednotlivých sezonách
Legenda: Z – zápasy, V – výhry, R – remízy, P – porážky, VG – vstřelené góly, OG – obdržené góly, +/- – rozdíl skóre, B – body, červené podbarvení – sestup, zelené podbarvení – postup, fialové podbarvení – reorganizace, změna skupiny či soutěže
| Československo (1947 – 1993) |                                            |        |    |    |    |    |    |     |     |    |        |
| Sezóny                       | Liga                                       | Úroveň | Z  | V  | R  | P  | VG | OG  | +/- | B  | Pozice |
| 1947/48                      | I. A třída SŽF                             | 3      | 26 | 3  | 3  | 20 | 40 | 108 | −68 | 9  | 13.    |
| …                            |                                            |        |    |    |    |    |    |     |     |    |        |
| 1953                         | Krajská soutěž - Ostrava                   | 3      | 12 | 6  | 1  | 5  | 34 | 30  | +4  | 13 | 6.     |
| 1954                         | Krajská soutěž - Ostrava                   | 3      | 22 | 4  | 4  | 14 | 33 | 63  | −30 | 12 | 10.    |
| …                            |                                            |        |    |    |    |    |    |     |     |    |        |
| 1985/86                      | Severomoravský krajský přebor – sk. A      | 5      | 26 | 16 | 0  | 10 | 42 | 26  | +16 | 32 | 4.     |
| 1986/87                      | Severomoravský krajský přebor              | 5      | 30 | 9  | 8  | 13 | 40 | 47  | −7  | 26 | 11.    |
| 1987/88                      | Severomoravský krajský přebor              | 5      | 30 | 10 | 5  | 15 | 33 | 40  | −7  | 25 | 13.    |
| 1988/89                      | Severomoravský krajský přebor              | 5      | 30 | 12 | 7  | 11 | 44 | 41  | +3  | 31 | 6.     |
| 1989/90                      | Severomoravský krajský přebor              | 5      | …  | …  | …  | …  | …  | …   | …   | …  |        |
| 1990/91                      | Severomoravský krajský přebor              | 5      | …  | …  | …  | …  | …  | …   | …   | …  |        |
| 1991/92                      | Divize E                                   | 4      | 30 | 10 | 6  | 14 | 41 | 45  | −4  | 26 | 14.    |
| 1992/93                      | Divize E                                   | 4      | 30 | 8  | 5  | 17 | 33 | 54  | −21 | 21 | 15.    |
| Česko (1993 – )              |                                            |        |    |    |    |    |    |     |     |    |        |
| Sezóna                       | Liga                                       | Úroveň | Z  | V  | R  | P  | VG | OG  | +/- | B  | Pozice |
| 1993/94                      | Divize E                                   | 4      | 30 | 4  | 6  | 20 | 26 | 73  | −47 | 14 | 16.    |
| 1994/95                      | Slezský župní přebor                       | 5      | 30 | 6  | 8  | 16 | 26 | 41  | −15 | 26 | 14.    |
| 1995/96                      | Slezský župní přebor                       | 5      | 30 | 7  | 10 | 13 | 43 | 56  | −13 | 31 | 13.    |
| 1996/97                      | Slezský župní přebor                       | 5      | 30 | 7  | 10 | 13 | 30 | 46  | −16 | 31 | 13.    |
| 1997/98                      | Slezský župní přebor                       | 5      | 30 | 6  | 7  | 17 | 36 | 71  | −35 | 25 | 15.    |
| 1998/99                      | I. A třída Slezské župy – sk. B            | 6      | 26 | 15 | 5  | 6  | 66 | 38  | +28 | 50 | 2.     |
| …                            |                                            |        |    |    |    |    |    |     |     |    |        |
| 2001/02                      | I. A třída Slezské župy – sk. B            | 6      | 26 | 13 | 4  | 9  | 50 | 39  | +11 | 43 | 3.     |
| 2002/03                      | I. A třída Moravskoslezského kraje – sk. B | 6      | 26 | 13 | 4  | 9  | 42 | 28  | +14 | 43 | 4.     |
| 2003/04                      | I. A třída Moravskoslezského kraje – sk. B | 6      | 26 | 10 | 7  | 9  | 39 | 40  | −1  | 37 | 6.     |
| 2004/05                      | I. A třída Moravskoslezského kraje – sk. B | 6      | 26 | 18 | 5  | 3  | 55 | 21  | +34 | 59 | 1.     |
| 2005/06                      | Přebor Moravskoslezského kraje             | 5      | 30 | 13 | 5  | 12 | 38 | 38  | 0   | 44 | 5.     |
| 2006/07                      | Přebor Moravskoslezského kraje             | 5      | 30 | 11 | 9  | 10 | 40 | 42  | −2  | 42 | 7.     |
| 2007/08                      | Přebor Moravskoslezského kraje             | 5      | 30 | 12 | 7  | 11 | 59 | 54  | +5  | 43 | 8.     |
| 2008/09                      | Přebor Moravskoslezského kraje             | 5      | 30 | 11 | 9  | 10 | 45 | 51  | −6  | 42 | 9.     |
| 2009/10                      | Přebor Moravskoslezského kraje             | 5      | 30 | 7  | 10 | 13 | 33 | 61  | −28 | 31 | 13.    |
| 2010/11                      | Přebor Moravskoslezského kraje             | 5      | 30 | 15 | 3  | 12 | 56 | 39  | +17 | 48 | 7.     |
| 2011/12                      | Přebor Moravskoslezského kraje             | 5      | 30 | 15 | 8  | 7  | 53 | 39  | +14 | 53 | 5.     |
| 2012/13                      | Přebor Moravskoslezského kraje             | 5      | 30 | 13 | 7  | 10 | 37 | 33  | +4  | 46 | 6.     |
| 2013/14                      | Přebor Moravskoslezského kraje             | 5      | 30 | 11 | 8  | 11 | 50 | 52  | −2  | 41 | 8.     |
| 2014/15                      | Přebor Moravskoslezského kraje             | 5      | 30 | 17 | 3  | 10 | 64 | 46  | +18 | 54 | 2.     |
| 2015/16                      | Divize E                                   | 4      | 30 | 9  | 6  | 15 | 36 | 61  | −25 | 33 | 14.    |
| 2016/17                      | Divize E                                   | 4      | 30 | 11 | 4  | 15 | 40 | 42  | −2  | 37 | 12.    |
| 2017/18                      | Divize E                                   | 4      | 30 | 12 | 7  | 11 | 44 | 47  | −3  | 43 | 8.     |
| 2018/19                      | Divize E                                   | 4      | 30 | 17 | 8  | 5  | 54 | 27  | +27 | 59 | 2.     |
| ** 2019/20                   | Divize F                                   | 4      | 13 | 6  | 3  | 4  | 20 | 18  | +2  | 21 | 8.     |
| ** 2020/21                   | Divize F                                   | 4      | 10 | 6  | 2  | 2  | 25 | 14  | +9  | 20 | 3.     |
| 2021/22                      | Divize F                                   | 4      | 26 | 16 | 6  | 4  | 60 | 25  | +35 | 54 | 1.     |
| 2022/23                      | Moravskoslezská fotbalová liga             | 3      | 34 | 8  | 10 | 16 | 43 | 74  | -31 | 34 | 15.    |
| 2023/24                      | Moravskoslezská fotbalová liga             | 3      | 34 | 7  | 7  | 20 | 46 | 74  | -28 | 28 | 18.    |
| 2024/25                      | Divize F                                   | 4      | 30 | 10 | 4  | 16 | 39 | 50  | -11 | 34 | 11.    |

Poznámky:
- 1953: Tento ročník byl hrán jednokolově.

**= sezona ukončena předčasně z důvodu pandemie covidu-19